# Papilio alcmenor

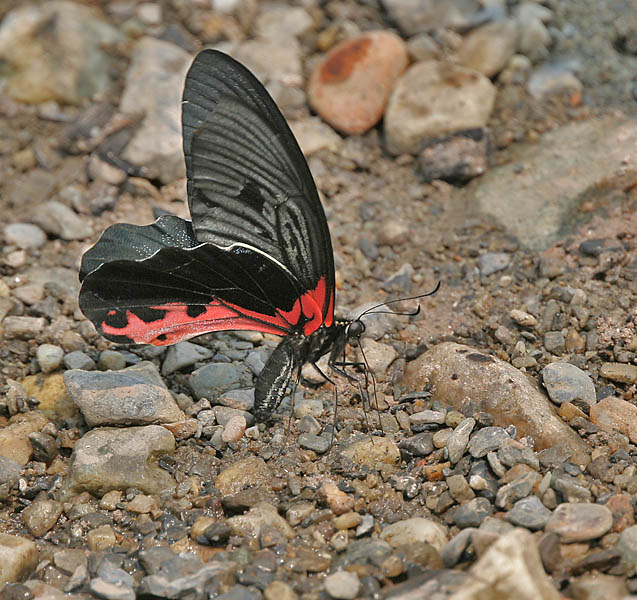
Самец из Jayanti в заповеднике Buxa Tiger Reserve, Jalpaiguri, West Bengal, Индия.

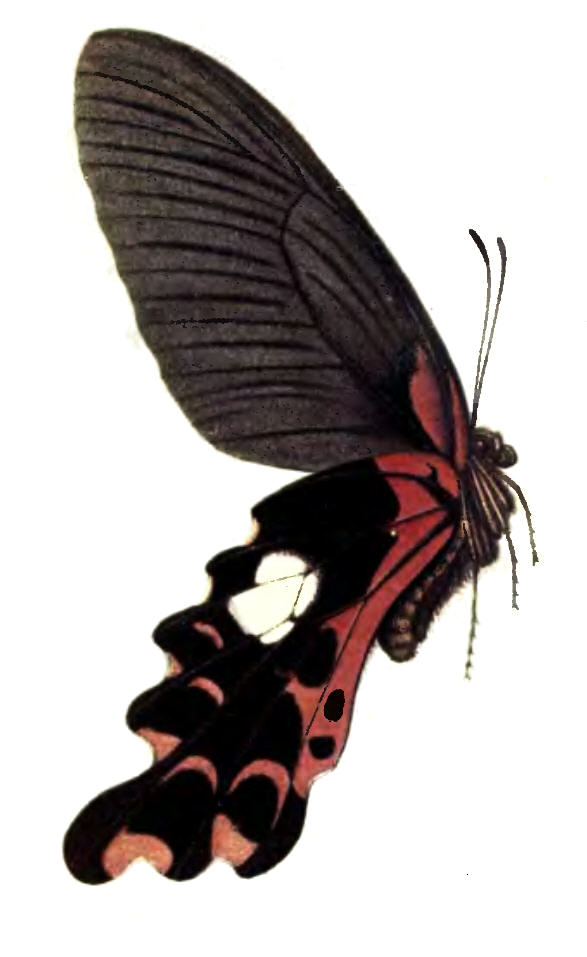
Самка

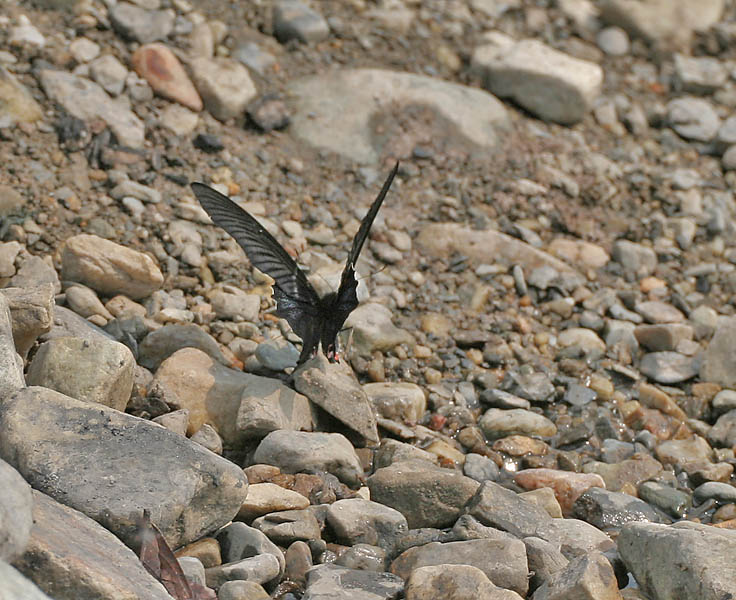
Самец в заповеднике Buxa Tiger Reserve, Индия.

Papilio alcmenor (лат. Papilio alcmenor) — бабочка из рода Papilio семейства парусников (лат. Papilionidae).

## Внешний вид
Верх крыльев самца чёрный, низ с красными полосами у основания.
Самка. Усики черные; голова, грудка и брюшко темно-коричневые.

## Распространение
Распространён в Южной Азии: северо-восточная Индия, Непал, Бутан, Мьянма, Китай.